# Anna Skowronek-Mielczarek
Anna Katarzyna Skowronek-Mielczarek (ur. 21 kwietnia 1965 w Warszawie, zm. 5 października 2021 tamże) – polska ekonomistka, prof. dr hab.

## Życiorys
W 1989 ukończyła studia zarządzania i marketingu w Szkole Głównej Planowania i Statystyki, 13 listopada 1995 obroniła pracę doktorską Strategia finansowa w rozwoju przedsiębiorstw, 6 maja 2002 habilitowała się na podstawie pracy zatytułowanej Źródła zewnętrznego finansowania małych i średnich przedsiębiorstw w Polsce. 14 sierpnia 2014  nadano jej tytuł profesora w zakresie nauk ekonomicznych. 
Została zatrudniona na stanowisku profesora na Wydziale Nauk Ekonomicznych i Informatyki Mazowieckiej Uczelni Publicznej w Płocku, w Instytucie Zarządzania, Kolegium Zarządzania i Finansów Szkole Głównej Handlowej w Warszawie, oraz w Instytucie Rynku Wewnętrznego i Konsumpcji. 
Była profesorem nadzwyczajnym w Instytucie Nauk Ekonomicznych Państwowej Wyższej Szkole Zawodowej w Płocku i w Instytucie Badań Rynku, Konsumpcji i Koniunktur, profesorem zwyczajnym na Wydziale Nauk Ekonomicznych i Informatyki Państwowej Wyższej Szkole Zawodowej w Płocku, a także kierownikiem w Katedrze Zarządzania Przedsiębiorstwem, Kolegium Zarządzania i Finansów Szkole Głównej Handlowej w Warszawie, oraz członkiem Rady Dyscypliny - Nauki o Zarządzaniu i Jakości Szkoły Głównej Handlowej w Warszawie. 
Zmarła 5 października 2021, pochowana na Cmentarzu parafii Najświętszego Serca Pana Jezusa w Starej Miłośnie.